# César Pelli
Pour les articles homonymes, voir Pelli.
César Antonio Pelli, né le 12 octobre 1926 à San Miguel de Tucumán et mort le 19 juillet 2019 à New Haven, (Connecticut), est un architecte argentin naturalisé américain. Son œuvre la plus célèbre reste aujourd'hui le design des Tours Petronas, plus haut gratte-ciel de son époque.

## Biographie
Doyen de l'école d'architecture de l'université Yale en 1977, César Pelli établit son cabinet Cesar Pelli and Associates à New Haven dans le Connecticut, et qui s'appelle aujourd'hui Pelli Clarke & Partners.

## Distinctions
Gold Medal (médaille d'or) de l'American Institute of Architects (AIA) en 1995 (qui l'a sélectionné en 1991 comme étant l'un des architectes américains les plus influents de sa génération).
En 2008, il obtient un doctorat honoris causa de l'université Yale.

## Réalisations

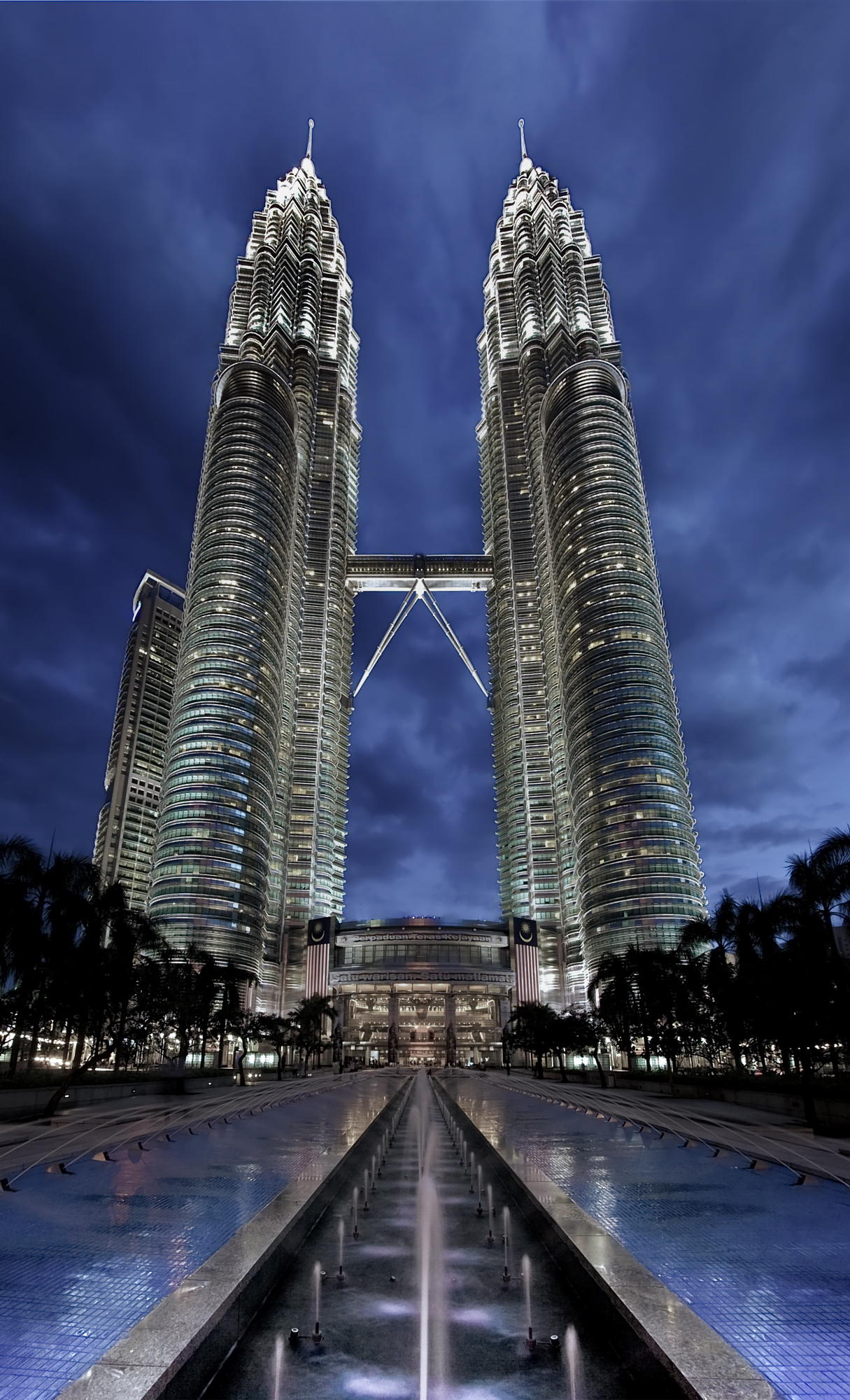
Tours Petronas à Kuala Lumpur.

Cesar Pelli a conçu plus d'une cinquantaine de gratte-ciel dans le style postmoderne.

### Années 1970
- Ambassade des États-Unis au Japon, Tokyo, Japon, 1976 (avec Norma Merrick Sklarek)

### Années 1980
- Four Leaf Towers, Houston, États-Unis, 1982
- Four Oaks Place, Houston, États-Unis, 1983
- World Financial Center, New York, États-Unis, 1985, 1986, 1987
- Museum of Modern Art Tower (New York), États-Unis, 1985
- Wells Fargo Center (Minneapolis), États-Unis, 1989

### Années 1990
- 181 West Madison Street, Chicago, États-Unis, 1990
- 777 Tower, Los Angeles, 1990
- The O'Quinn Medical Tower at St. Luke's, Houston, Texas, 1990
- One Canada Square, Londres, Royaume-Uni, 1991
- Key Tower, Cleveland, États-Unis, 1991
- Carnegie Hall Tower, New York, États-Unis, 1991
- Cleveland Marriott Downtown at Key Center, Cleveland, États-Unis, 1991
- Bank of America Corporate Center, Charlotte, États-Unis, 1992
- Sea Hawk Hotel and Resort, Fukuoka, Japon, 1995
- NTT Shinjuku Head Office Building, Tokyo, Japon, 1995
- 100 North Main Street, Winston-Salem, États-Unis, 1995
- Residencial del Bosque, Mexico, Mexique, 1996
- Citylights at Queens Landing, New York, 1997
- Tours Petronas (Kuala Lumpur), Malaisie, 1998
- One International Finance Centre (Hong Kong), 1998

### Années 2000
- Torre BankBoston à Buenos Aires, 2001
- Atago Green Hills Mori Tower, Tokyo, Japon, 2001
- Forest Tower, Tokyo, Japon, 2001
- 25 Canada Square, Londres, 2001
- NHK Osaka Hall, Osaka, 2001
- Torre Del Bosque, Mexico, 2001
- 1500 Louisiana Street, Houston, États-Unis, 2002
- Nakanoshima Mitsui Building, Osaka, Japon, 2002
- Two International Finance Centre (Hong Kong), 2003
- 30 Hudson Street, Jersey City (New York), 2004
- Bloomberg Tower, New York, 2005
- Nihonbashi Mitsui Tower, Tokyo, 2005
- Segerstrom Concert Hall, Costa Mesa, États-Unis
- Trois bâtiments à West Hollywood au Pacific Design Center : 
  - la « baleine bleue » en 1975
  - un bâtiment vert en 1988
  - le Red Building achevé en 2010 (38 000 m2 de bureaux), une flèche de verre rouge et courbée[2],[5].
- Tour de cristal, Madrid, Espagne, 2008
- Torre Repsol-YPF, Buenos Aires, Argentine, 2008
- The Visionaire, New York, 2008
- Aria Resort & Casino, Las Vegas, 2009
- St Regis Hotel & Residences, Mexico, 2009

### Années 2010
- Torre Chiapas, Tuxtla Gutiérrez, Mexique, 2010
- The Landmark, Abou Dabi, Émirats arabes unis, 2013
- Mirador del Valle, Salta, Argentine, 2013
- Abeno Harukas, Osaka, Japon, 2014
- Gran Torre Santiago, Santiago, Chili, 2014
- Vietcombank Tower, Hô Chi Minh-Ville, Viêt Nam, 2015
- Adgar 360, Tel Aviv, Israël, 2015
- Tour Sevilla, Séville, Espagne, 2016
- No. 1 Shanghai, Shanghai, 2016
- Five Oaks Place, Houston, États-Unis, 2016
- Tour Salesforce, San Francisco, 2018